# Appin

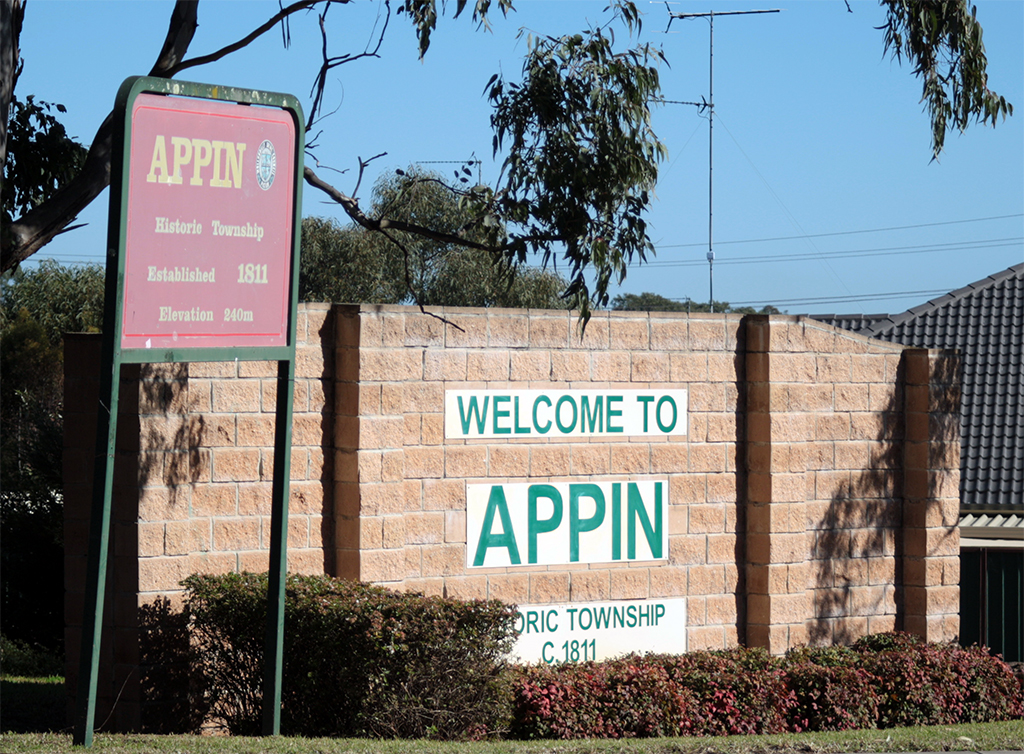
Entrada norte de Appin

Appin é uma cidade australiana localizada no estado da Nova Gales do Sul. A sua população, segundo o censo de 2011, era de 1 803 habitantes, dos quais 900 são homens e 903 são mulheres.